# Roger Dorey
Pour les articles homonymes, voir Dorey.
Roger Dorey, né à Gray le 31 octobre 1929 et mort le 26 février 2020 à Paris, est un psychiatre, psychanalyste et universitaire français.

## Biographie
Roger Dorey fait des études de médecine, il soutient sa thèse en 1955 à la faculté de médecine de Strasbourg. Il soutient une thèse d'État en psychologie, intitulée La problématique perverse masculine : essai psychanalytique sur la perte de l'objet, sous la direction de Didier Anzieu à l'université Paris-Nanterre, en 1975, puis enseigne la psychologie clinique et psychopathologique à Nanterre, où il est nommé professeur.
Il est membre de l'Association psychanalytique de France et président de l'association à deux reprises.

## Activités de recherche et éditoriales
Roger Dorey s'intéresse à la notion d'emprise, et particulièrement la relation d'emprise.

## Publications

### Ouvrages
- Le Désir de savoir : nature et destins de la curiosité en psychanalyse, Denoël, 1988  (ISBN 978-2207234556).
- (éd.) Les Perversions : les chemins de traverse, Tchou, 1992,  (ISBN 9782710705147).

### Ouvrages collectifs
- (dir.) L'Inconscient et la science, Dunod, 1991  (ISBN 978-2100000937).
- L'Interdit et la transgression, Dunod, 1983.
- Des psychanalystes nous parlent de la mort, Octave Mannoni (dir.), Tchou, 1979[6]

### Articles
- « La Relation d'emprise », Nouvelle Revue de psychanalyse, no 24,‎ 1981, p. 117-140.
- « Le Désir d'emprise », Revue française de psychanalyse, vol. 56, no 5,‎ 1992, p. 1423 à 1432 (lire en ligne, consulté le 28 février 2020).
- « L'Amour au travers de la haine », Nouvelle Revue de psychanalyse, no 33,‎ 1986, p. 75-93.
- « La Contrainte perverse à l'aune obsessionnelle », Adolescence, vol. 8, no 2,‎ 1990, p. 209-251.